# Liste der Fließgewässer im Flusssystem Grünbach
Die Liste der Fließgewässer im Flusssystem Grünbach umfasst alle direkten und indirekten Zuflüsse des Grünbaches, soweit sie namentlich auf der Topographischen Karte 1:10000 Bayern Nord (DK 10), im Kartenwerk des Stadtplandienstes der Euro-Cities AG, im Kartenservicesystem des Bayerischen Landesamts für Umwelt (LfU) oder in der Gewässernetzkarte des LUBW aufgeführt sind. Namenlose Zuläufe und Abzweigungen werden nicht berücksichtigt. Wenn sich der Gewässername nach dem Zusammenfluss zweier Gewässerabschnitte ändert, werden die beiden Zuflüsse als Quellzuflüsse separat angeführt, ansonsten erscheint der Teilbereichsname in Klammern. Die Längenangaben werden auf eine Nachkommastelle gerundet. Die Fließgewässer werden jeweils flussabwärts aufgeführt. Die orografische Richtungsangabe bezieht sich auf das direkt übergeordnete Gewässer. Teilflusssysteme mit mehr als 20 Fließgewässern sind in eine eigene Liste ausgelagert (→ Flusssystem).

## Grünbach
Der Grünbach ist ein rechter Zufluss der Tauber. 

## Zuflüsse
Direkte und indirekte Zuflüsse des Grünbaches
- Holzberglesgraben (links)
- Gumpengraben (links)
- Volgespfadgraben (rechts)
- Äckerlesgraben (links)
- Weinberggraben (links)
- Leitlesgraben (rechts)
- Lochgraben (links)
- Stubengraben (links)
- Flürlesgraben (rechts)
- Ilmspaner Lochgraben (links)
- Kehlgraben (rechts)
- Klesberggraben (links)
- Gerchsheimer Graben (Oberlauf Grundgraben) (rechts), 10,8 km
  - Vogelherdgraben (links)
  - Winzbrunnengraben (links)
  - Neuberggraben (links)
  - Breitenbaumgraben (rechts)
  - Hasselberggraben (rechts)
  - Hirschenklinge (links)
  - Rinderfelder Weg Graben (rechts)
  - Wolfsgraben (links)
  - Amselgraben (links)
  - Löschenbrünnleingraben (rechts)
  - Tiefenbach (rechts)
  - Zwölfmorgengraben (rechts)
  - Ünsgraben (rechts)
  - Linsenkreuzgraben (rechts)
  - Herzensschwanzgraben (rechts)
- Leinegraben (links)
- Tiefenklinge (rechts)
- Krensheimer Graben (links)
  - Fessertalgraben (rechts)
- Wittigbach[1] (Schafbach[2]) (links) → Flusssystem
- Rödersteingraben (Rötensteingraben) (rechts), 9,7 km
  - Welschgraben (Weilergraben) (rechts)
  - Wolfsgartengraben (rechts)
  - Beunthgraben (rechts)
  - Löhlesgraben (rechts)
  - Leschelückegraben (rechts)
  - Gerlachsgrundgraben (rechts)
  - Regenwedelgraben (rechts)
  - Börsehofgraben (rechts)
  - Moosichgraben (rechts)
  - Lauswinkelgraben (rechts)
  - Fuchsgraben (rechts)
  - Dittigheimer Graben (rechts)
- Lämmertsberggraben (rechts)
  - Klesberggraben (links)
- Lämmertsgraben (rechts)
- Grassenbergsgraben (links) (auch als Graßenbergsgraben bezeichnet)

## Flusssystem Tauber
- Fließgewässer im Flusssystem Tauber